# Barilas
Barilas (en rus: Барылас) és un poble de la república de Sakhà, a Rússia, que en el cens del 2010 tenia 105 habitants, pertany al districte de Batagai.